# Faraq
Faraq (arabisch فرق), auch Farq, war ein Volumenmaß auf der Arabischen Halbinsel. 
- in Medina: 1 Faraq/Farq = 3 Sāʿ = 16 Ratl = 12,617 Liter
- im Irak für Weizen: 1 Faraq/Farq = 36 Ratl (1 R. (Bagdad) = 406,25 Gramm) = 14,625 Kilogramm (etwa 19 Liter als Volumen)
  - 1 Sāʿ = 4,2 Liter